# 赫蘇斯·蒙特羅
赫蘇斯·蒙特羅（英語：Jesús Alejandro Montero，1989年11月28日—）出生於委內瑞拉的瓜卡拉（Guacara），現為美國職棒大聯盟的捕手。
蒙特羅在和洋基簽下合約以後，球隊計畫賀黑·波薩塔退休以後，由他擔任接班人。無論如何，有些人對蒙特羅的身高和體重是否能夠每天都任捕手的工作抱持著懷疑的態度。

## 早期生活
2006年7月2日，蒙特羅和紐約洋基簽下160萬美金的合約。蒙特羅被外界評價為具有長打能力的好球員。2007年，17歲的蒙特羅在新人聯盟灣岸洋基（Gulf Coast Yankees）開始他的小聯盟職業生涯。2008年他獲得邀請參加春訓，在這裡他打出了第1支全壘打，也是他來到小聯盟以後的第1支全壘打。在春訓之後，蒙特羅被送到1A查爾斯頓河狗（Charleston RiverDogs）開始他今年的球季，這一年總計他繳出0.326打擊率、17發全壘打和87分打點的成績。
2009年球季，蒙特羅在佛羅里達聯盟高階1A的坦帕洋基（Tampa Yankees）開始，6月3日，球隊將他升級到送到2A的特倫頓轟雷（Trenton Thunder）。在這一年，他入選參加東方聯盟的明星賽，也參加了全明星未來之星賽的比賽。另外今年還被評為洋基農場裡面第二名的選手，和被美國棒球雜誌評為第三名的選手。
2010年，被美國棒球雜誌評為洋基農場裡面第一名的選手，還被評為所有小聯盟球員裡面第五名的球員。在今年他或邀參加春訓，在這裡他還受到洋基的打擊教練凱文·隆恩指導他在大聯盟的打擊技巧。因為打擊上的改進受到球團的注意，而在季中他被送到3A的史克蘭頓/威爾克斯─巴里洋基（Scranton/Wilkes-Barre Yankees）。蒙特羅參加了國際聯盟 (棒球)的明星賽和季後賽的明星球隊。在球季結束以後，他被評為巴里洋基年度表現最佳球員。
在2010年球季明星賽之後，洋基和西雅圖水手曾達成協議，要以蒙特羅和其他兩名潛力新秀交易克里夫·李，但在最後一刻水手卻轉頭和德州遊騎兵完成交易，遊騎兵以賈斯汀·史莫克和其他球員水手交易李，蒙特羅得以繼續留在洋基。
2011年，蒙特羅獲邀參加春訓，並且要競爭25人名單，今年洋基計畫讓賀黑·波薩塔擔任指定打擊，所以蒙特羅有機會競爭擔任先發捕手。之後洋基讓羅素·馬丁擔任先發捕手，蒙特羅則送至小聯盟。在春訓中受傷的弗朗西斯科·瑟維里，則擔任第二號捕手。
2012年，洋基與西雅圖水手達成協議，用蒙特羅與赫克托·諾西交換皮內達及José Campos。
2016年3月27日，水手隊DFA蒙特羅，隔日多倫多藍鳥將其撿回，但在四月就將其劃出40人名單之外。蒙特羅至今仍在三A打拼。

### 大聯盟時期
2011年9月1日，蒙特羅的大聯盟初登板是在芬威球場面對波士頓紅襪，這場比賽擔任指定打擊，4個打數並沒有擊出安打。9月3日在主場洋基體育場面對多倫多藍鳥時，於第6局2出局時擊出大聯盟生涯的第1支安打。9月5日對巴爾的摩金鶯的比賽時，擊出大聯盟生涯的第1支全壘打，而且是單場2發全壘打，球隊最後以11：10獲勝，成為1993年曼尼·拉米瑞茲之後第1位21歲年紀的球員擊出單場2發全壘打的球員。

## 外部連結
- 球員資訊和成績在MLB ，ESPN ，Retrosheet ，Baseball Reference ，Baseball Reference (Minors) ，Fangraphs ，The Baseball Cube （英文）